# Campeonato Chileno de Futebol de 2009 Apertura
O Campeonato Chileno de Futebol de 2009 Apertura (oficialmente Campeonato Nacional de Fútbol Profesional de la Primera División de Chile Torneo Apertura) foi a 85ª edição do campeonato do futebol do Chile. Na primeira fase os 18 clubes jogam todos contra todos, mas somente em jogos de Ida (a Volta é no Clausura). Os dois melhores de cada grupo (pois para a contagem de pontos os clubes são colocados em 04 grupos de 05) são classificados para as quartas-de-final, onde se chega à segunda fase (eliminatórias)até o jogo da final. O campeão do Apertura é classificado para a Copa Libertadores da América de 2010. Os outros dois classificados são o campeão do clausura e o com melhor pontuação da fase classificatória (agregada Clausura e Apertura). Para a Copa Sul-americana 2009 eram classificados os dois primeiros na contagem de pontos do apertura. Os três últimos colocados da tabela anual (incluindo a pontuação do clausura) são rebaixados diretamente para a Campeonato Chileno de Futebol - Segunda Divisão.

## Participantes
| Equipe                                        | Cidade                                                   | Região                           | No ano anterior                                                     | Estádio                                       | Capacidade | Títulos                                                                       | Participações |
| --------------------------------------------- | -------------------------------------------------------- | -------------------------------- | ------------------------------------------------------------------- | --------------------------------------------- | ---------- | ----------------------------------------------------------------------------- | ------------- |
| Club Social y Deportivo Colo-Colo             | Macul                                                    | Região Metropolitana de Santiago | Campeão                                                             | Estádio Monumental David Arellano             | 47.017     | 28 (Último em 2008 Clausura)                                                  | 85            |
| Club Deportivo Universidad Católica           | Las Condes                                               | Região Metropolitana de Santiago | Quartas de Final                                                    | Estádio San Carlos de Apoquindo               | 20.000     | 10 (último em 2005 Clausura)                                                  | 76            |
| Club de Deportes Cobreloa                     | Calama                                                   | Região de Antofagasta            | Semifinais                                                          | Estádio Municipal de Calama                   | 12.000     | 8 (1980, 1982, 1985, 1988, 1992, 2003 Apertura, 2003 Clausura, 2004 Clausura) | 40            |
| Club Deportivo Palestino                      | La Cisterna                                              | Região Metropolitana de Santiago | Vice Campeão                                                        | Estádio Municipal de La Cisterna              | 12.000     | 2 (1955, 1978)                                                                | 63            |
| Club Universidad de Chile                     | Santiago                                                 | Região Metropolitana de Santiago | Quartas de Final                                                    | Estádio Nacional de Chile                     | 55.100     | 13 (último em 2003 Apertura)                                                  | 78            |
| Club Deportivo Huachipato                     | Talcahuano                                               | Região de Bío-Bío                | Quartas de Final                                                    | Estádio Las Higueras                          | -----      | 1 (1974)                                                                      | 43            |
| Audax Club Sportivo Italiano                  | La Florida                                               | Região Metropolitana de Santiago | Primeira Fase                                                       | Estádio Municipal de La Florida               | 12.000     | 4 (1936, 1946, 1948, 1957)                                                    | 71            |
| Unión Española                                | Independencia                                            | Região Metropolitana de Santiago | Primeira Fase                                                       | Estádio Santa Laura                           | 22.375     | 6 (1943, 1951, 1973, 1975, 1978, 2005 Apertura)                               | 82            |
| Club Deportes Cobresal                        | Localidade de El Salvador, na comuna de Diego de Almagro | Região de Atacama                | Primeira Fase                                                       | Estádio El Cobre                              | 8.000      | 0 (não possui)                                                                | 25            |
| Club Deportivo Universidad de Concepción      | Concepción                                               | Região de Bío-Bío                | Primeira Fase                                                       | Estádio Municipal de Concepción               | 35.000     | 0 (não possui)                                                                | 13            |
| Corporación Deportiva Everton de Viña del Mar | Viña del Mar                                             | Província de Valparaíso          | Primeira Fase                                                       | Estádio Sausalito                             | 25.000     | 4 (1950, 1952, 1976, 2008 Apertura)                                           | 62            |
| Club de Deportes La Serena                    | La Serena                                                | Região de Coquimbo               | Primeira Fase                                                       | Estádio La Portada                            | 18.500     | 0 (não possui)                                                                | 43            |
| O'Higgins Fútbol Club                         | Rancagua                                                 | Região de O'Higgins              | Quartas de Final                                                    | Estádio El Teniente                           | 14.550     | 0 (não possui)                                                                | 47            |
| Club de Deportes Ñublense                     | Chillán                                                  | Região de Bío-Bío                | Primeira Fase                                                       | Estádio Bicentenário Municipal Nelson Oyarzún | 12.000     | 0 (não possui)                                                                | 9             |
| Club Social de Deportes Rangers               | Talca                                                    | Região de Maule                  | Semifinais                                                          | Estádio Fiscal de Talca                       | 8.324      | 0 (não possui)                                                                | 50            |
| Corporación Club de Deportes Santiago Morning | La Pintana                                               | Região Metropolitana de Santiago | Primeira Fase                                                       | Estádio Municipal de La Pintana               | 6.000      | 1 (1942)                                                                      | 45            |
| Club de Deportes Iquique                      | Iquique                                                  | Região de Tarapacá               | Acesso pelo Campeonato Chileno de Futebol de 2008 - Segunda Divisão | Estádio Municipal de Iquique                  | -----      | 0 (não possui)                                                                | 15            |
| Club Provincial Curicó Unido                  | Curicó                                                   | Região de Maule                  | Acesso pelo Campeonato Chileno de Futebol de 2008 - Segunda Divisão | Estádio La Granja                             | 8.000      | 0 (não possui)                                                                | 1             |

## Campeão
| Campeão Chileno 2009 - Apertura                           |
| --------------------------------------------------------- |
| Club Universidad de Chile (Santiago) (14º título) Campeão |